# Gareth Marriott
Gareth Marriott, né le 14 juillet 1970 à Mansfield, est un céiste britannique pratiquant le slalom.

## Palmarès

### Jeux olympiques
- Médaille d'argent aux Jeux olympiques de 1992 à Barcelone en C-1[1].